# Pterolophia apicefasciata
Pterolophia apicefasciata là một loài bọ cánh cứng trong họ Cerambycidae.